# Jordanathrix articulata
Jordanathrix articulata is een springstaartensoort uit de familie van de Dicyrtomidae. De wetenschappelijke naam van de soort is voor het eerst geldig gepubliceerd in 1974 door Ellis.